# Fortaleza do Monte
La Fortaleza do Monte (« Forteresse du Mont »), aussi appelée Monte Forte, ou officiellement Fortaleza de Nossa Senhora do Monte de São Paulo (« Forteresse de Notre-Dame du Mont de Saint-Paul »), est un fort colonial portugais situé à Macao dans la freguesia de Santo António. Les Chinois l'appellent la « Grande forteresse » (大砲台).
Siège militaire historique de Macao, le fort fait partie du centre historique de Macao et est classé au patrimoine mondial de l'UNESCO.

## Histoire
Le fort est construit entre 1617 et 1626 sur la colline du Mont de 52 mètres de haut, située directement à l'est des ruines de Saint-Paul. Il est destiné à protéger les propriétés des Jésuites (principalement Portugais) de Macao, en particulier des pirates. Plus tard, le fort est repris par le gouverneur colonial portugais et les autorités compétentes pour la défense de Macao.
Le fort occupe une superficie d'environ 8 000 m2. Trente-deux canons à chargement par la bouche sont placés sur les murailles, et les deux coins du mur sud-est ont de petites tours de guet. Le fort s'est avéré crucial pour repousser avec succès la tentative d'invasion néerlandaise de Macao de 1622.
Il reste une zone militaire restreinte jusqu'en 1965, date à laquelle les casernes du fort sont converties en observatoire météorologique et le bâtiment est ouvert au public. L'observatoire cesse sa fonction et est déplacé à Taipa en 1996 avant d'être démoli pour faire place au musée de Macao, qui est officiellement inauguré le 19 avril 1998. Le parc situé au sommet du fort offre une vue panoramique sur la zone continentale de Macao.
En plus d'être une forteresse, il a rempli diverses fonctions au cours de son histoire :
- Première résidence des gouverneurs de Macao (en 1623 et en 1740) ;
- Base de deux compagnies du bataillon du Prince régent portugais agissant comme force de police de 1810 à 1841 ;
- Observatoire météorologique du Département météorologique de Macao (de 1966 à 1996) ;
- Musée de Macao (depuis 1998).

## Galerie

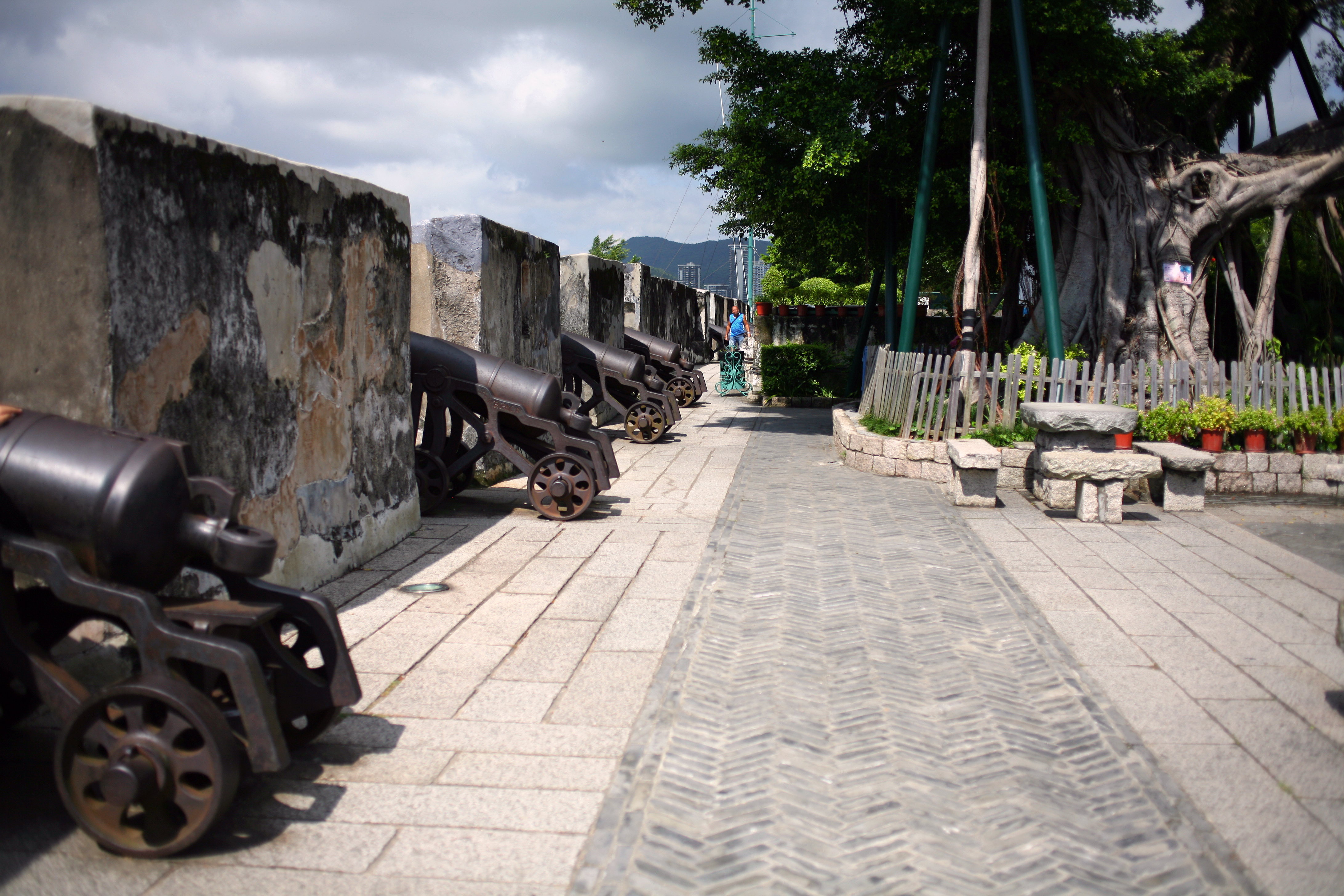
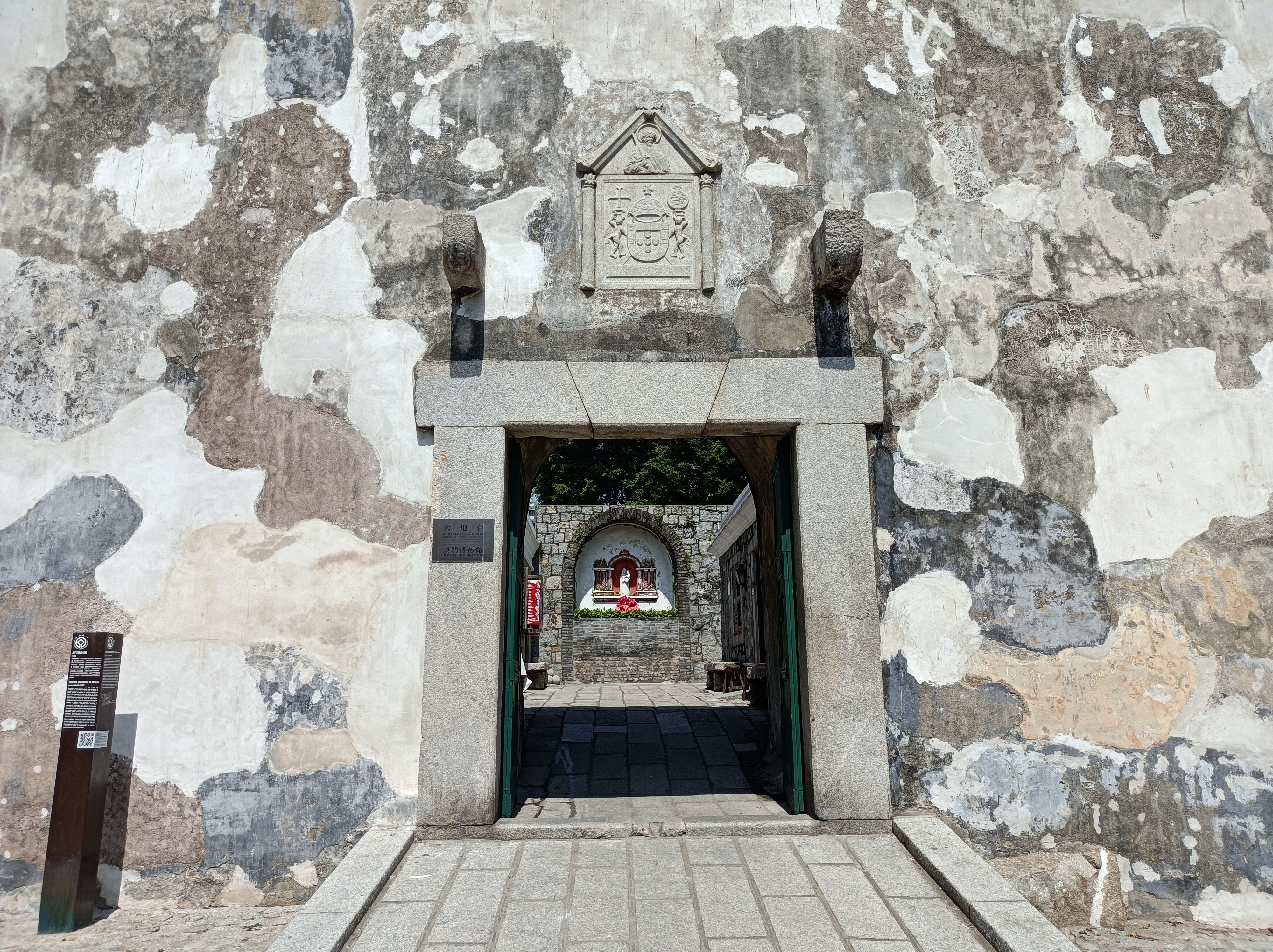
La porte principale
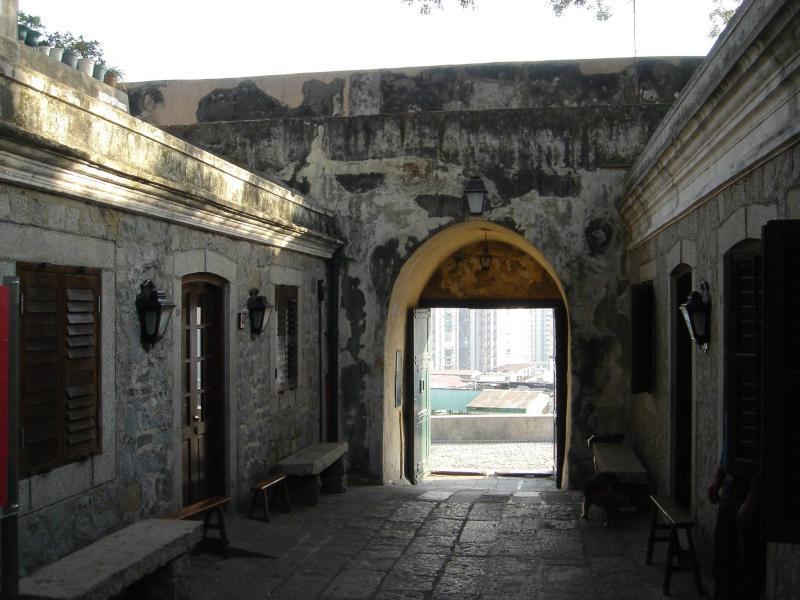
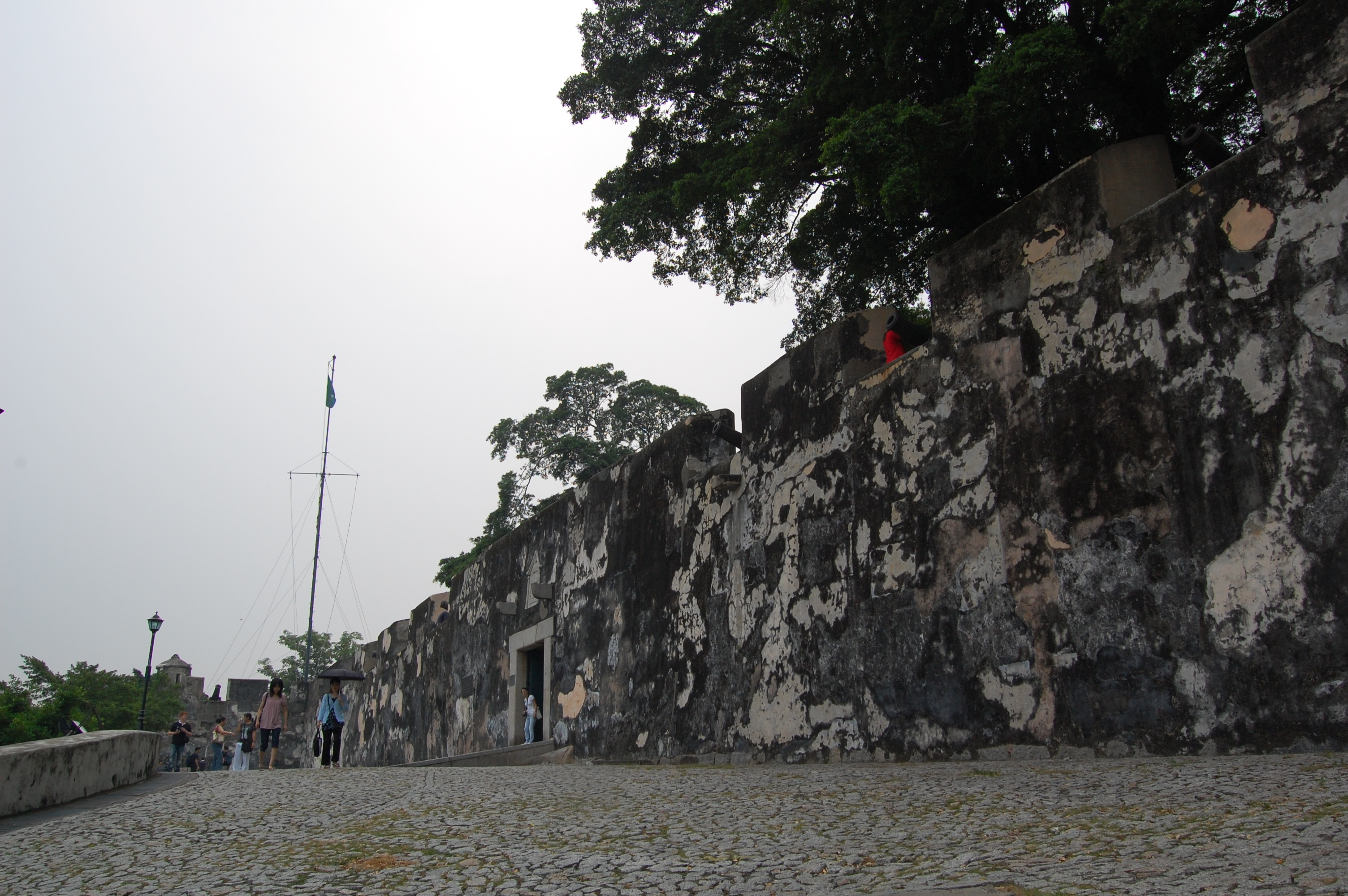
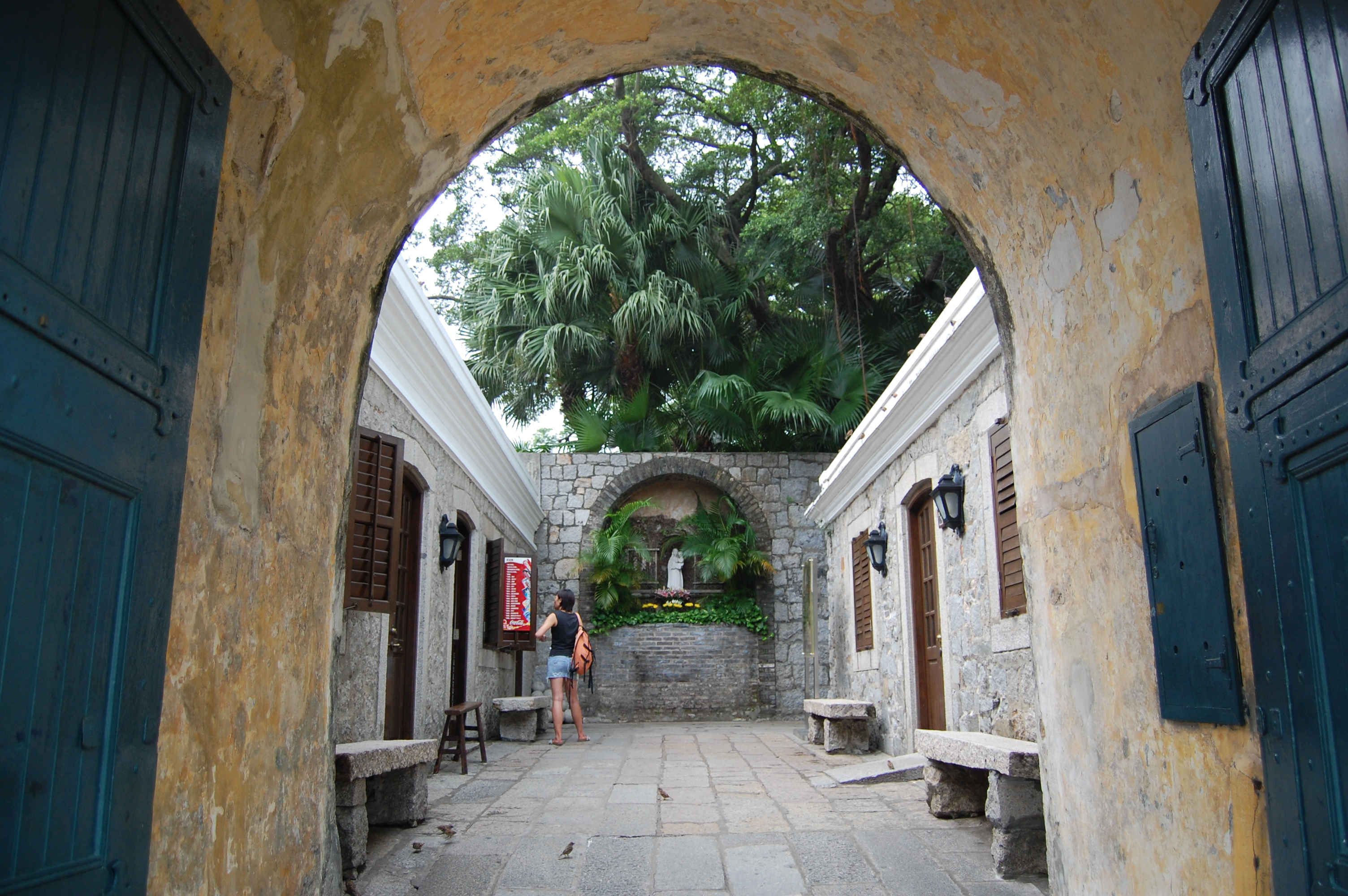
Vue sur Macao depuis le fort
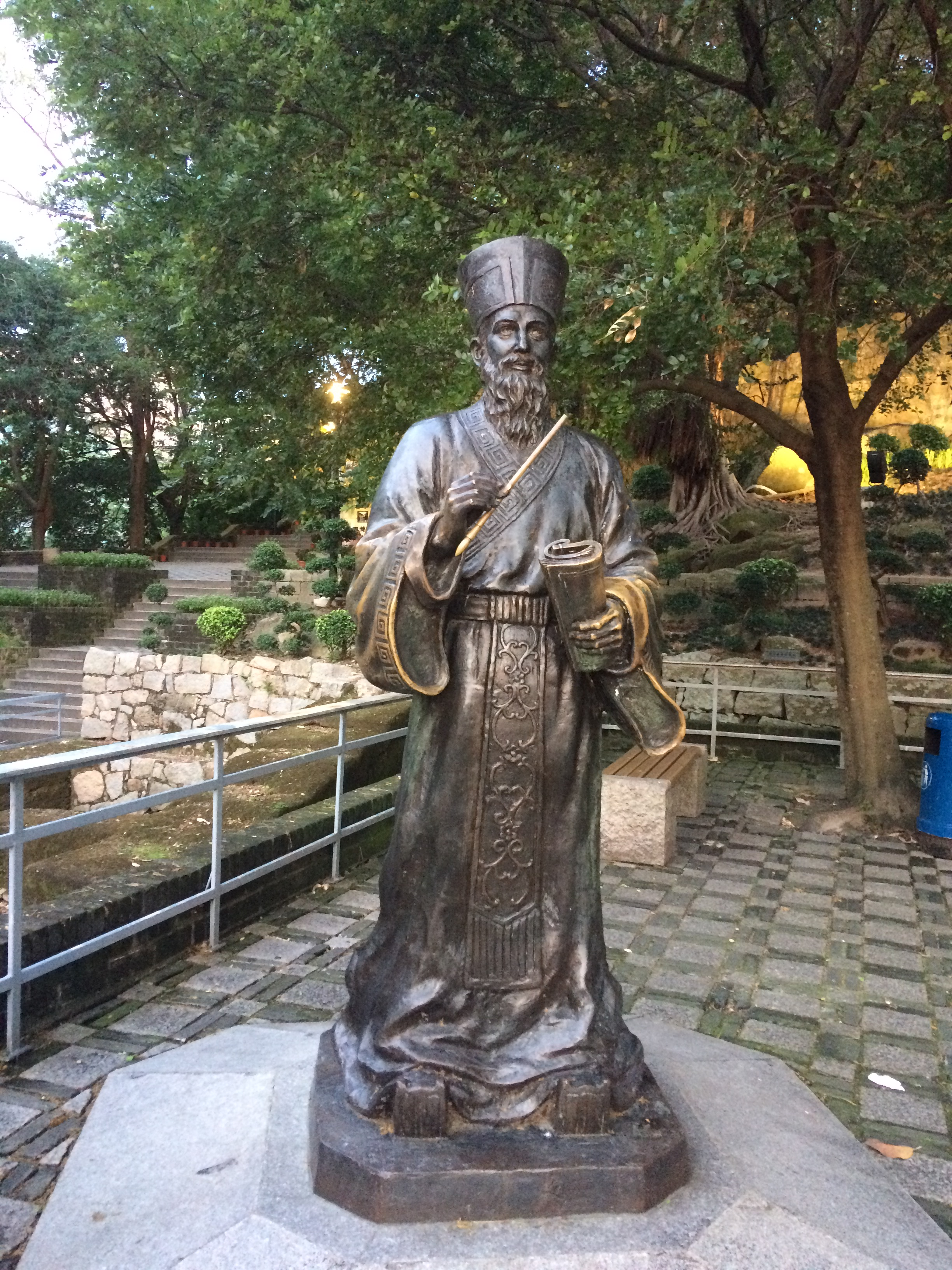
Statue de Matteo Ricci au sein de la forteresse.
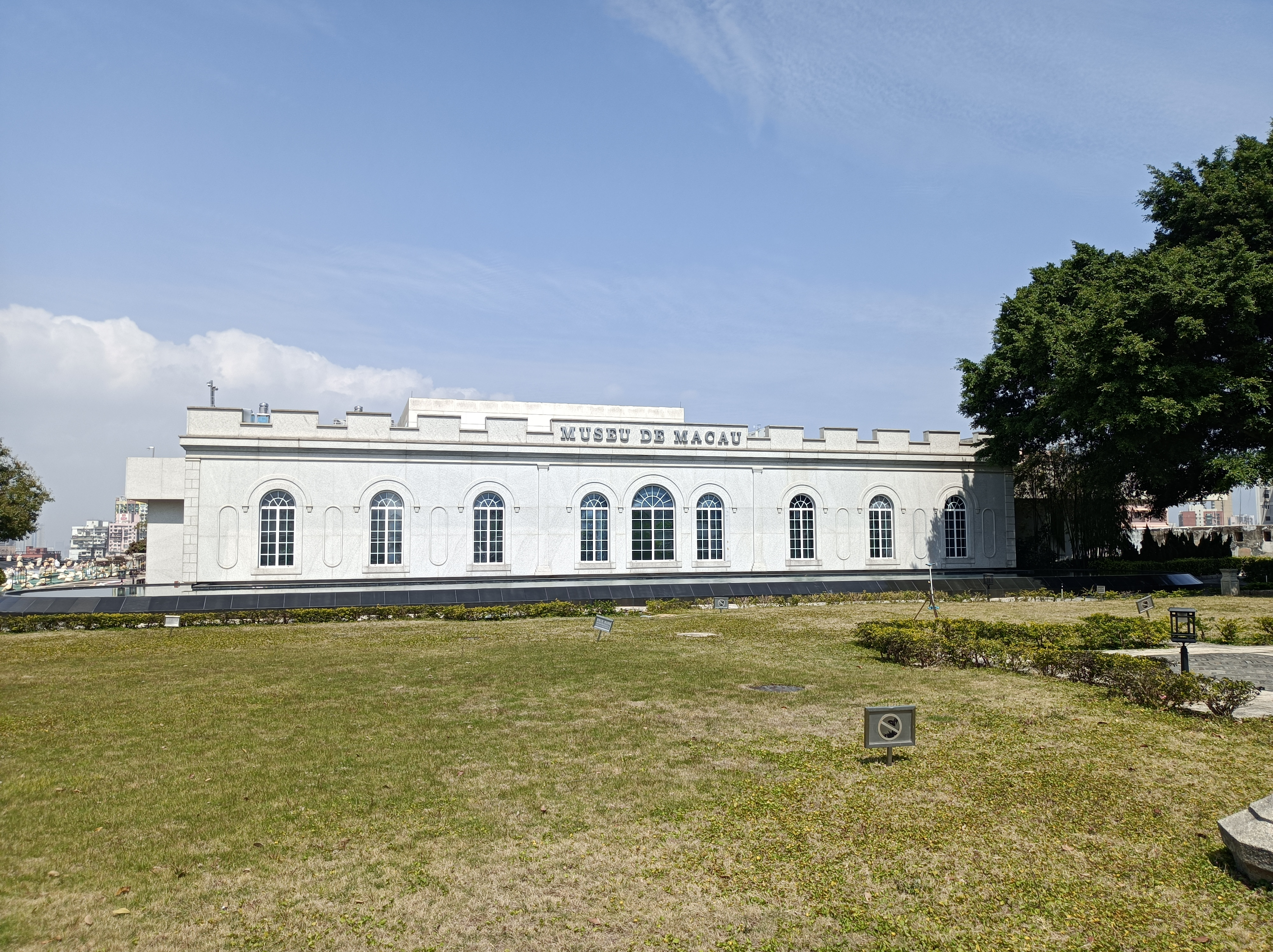
Musée de Macao.